# Diorus biapiculatus
Diorus biapiculatus är en skalbaggsart som beskrevs av White 1853. Diorus biapiculatus ingår i släktet Diorus och familjen långhorningar.
Artens utbredningsområde är Paraguay. Inga underarter finns listade i Catalogue of Life.